# Area Zero Pro Team/2014
Deze pagina geeft een overzicht van de Area Zero-wielerploeg in 2014.

## Algemeen
Manager: Ivan De Paolis
Ploegleider(s): Massimo Codol, Andrea Tonti
Fiets: Bottecchia

## Renners
| Naam                      | Geboortedatum | Nationaliteit | Ploeg 2013                |
| ------------------------- | ------------- | ------------- | ------------------------- |
| Giovanni Carboni          | 31-26-1995    | Italië        | Neo                       |
| Fabio Chinello            | 02-02-1989    | Italië        | Neo                       |
| Paolo Ciavatta            | 06-11-1984    | Italië        | Geen                      |
| Massimo Codol (vanaf 1-8) | 27-02-1973    | Italië        | Geen                      |
| Silvio Giorni             | 19-02-1992    | Italië        | Neo                       |
| Gianluca Leonardi         | 14-11-1989    | Italië        | Neo                       |
| Gianluca Mengardo         | 20-03-1991    | Italië        | Neo                       |
| Andrea Pasqualon          | 02-01-1988    | Italië        | Bardiani Valvole-CSF Inox |
| Charly Petelin            | 18-03-1994    | Italië        | Neo                       |
| Simone Petilli            | 04-05-1993    | Italië        | Neo                       |
| Marco Tecchio             | 31-08-1994    | Italië        | Neo                       |
| Stefano Tonin             | 13-12-1992    | Italië        | Neo                       |

## Overwinningen
Ronde van Castilië en León
Bergklassement: Paolo Ciavatta
Grote Prijs Südkärnten
Winnaar: Andrea Pasqualon
Ronde van Colombia
7e etappe: Andrea Pasqualon
2014 · 2015